# 张念
张念（1964年—2016年11月29日）是一位中国艺术家。

## 生平
1964年出生在四川，1984年毕业于四川美术学院附中，1988年毕业于中央工艺美术学院（现清华美院）。之后在汕头大学任教。
2016年11月29日，因罹患癌症去世。

## 著作
最著名的作品为1989年中国美术馆“中国现代艺术大展”上的《孵蛋》。